# Szczepan Sobalkowski
Szczepan Sobalkowski (* 23. Dezember 1902 in Kromotowo; † 12. Februar 1958 in Częstochowa) war Weihbischof im Bistum Kielce.

## Leben
Szczepan Sobalkowski wurde am 27. Juli 1924 zum Priester geweiht und am 3. Juni 1957 zum Weihbischof in Kielce und Titularbischof von Medeli ernannt. Da schon bald danach eine unheilbare Krankheit bei ihm diagnostiziert wurde, wurde Jan Jaroszewicz zu seinem Nachfolger ernannt. Beide Bischöfe wurden am 11. Februar 1958 von Czesław Kaczmarek, Bischof von Kielce, konsekriert. Bischof Sobalkowski starb am Tag danach in Tschenstochau.